# Acacia stowardii
Acacia stowardii är en ärtväxtart som beskrevs av Joseph Henry Maiden. Acacia stowardii ingår i släktet akacior, och familjen ärtväxter. Inga underarter finns listade i Catalogue of Life.